# Мехтиев, Аяз Забит оглы
Аяз Забит оглы Мехтиев (азерб. Mehdiyev Ayaz Zabit oğlu; 22 февраля 1993, Баку, Азербайджан) — азербайджанский футболист, амплуа — полузащитник.

## Клубная карьера
Профессиональную карьеру футболиста начал в 2010 году с выступления в клубе Премьер-лиги «Карабах» Агдам. В 2011 году перешёл в ФК «Сумгаит». В январе 2012 года, во время зимнего трансферного окна подписал контракт с клубом азербайджанской Премьер-лиги «Ряван» Баку.

### Чемпионат
1 мая 2013 года, в матче XXVIII тура Премьер-лиги против товузского «Турана» (1:0), забил свой первый гол в составе «Рявана».

### Кубок
Будучи игроком бакинского «Рявана» провел в Кубке Азербайджана 6 игр.
Статистика выступлений в Кубке Азербайджана по сезонам:
| № | Сезон       | Клуб    | Игр | В запасе | Голов |
| - | ----------- | ------- | --- | -------- | ----- |
| 3 | 2012 / 2013 | «Ряван» | 1   | 1        | 0     |
| 4 | 2013 / 2014 | «Ряван» | 5   | 1        | 0     |

### В сборной
Имеет опыт выступления за юношескую сборную Азербайджана до 19 лет.